# Казанский монастырь (Ярославль)
Каза́нский монасты́рь — женский монастырь в историческом центре Ярославля. Относится к Ярославской епархии Русской православной церкви.

## История

### Основание
По преданию, в 1588 году под Казанью произошло явление Казанской иконы Божией Матери. Вскоре икона была привезена в город Романов.
За приписываемые иконе многочисленные чудесные исцеления она была богато украшена. При разграблении же Романова в 1609 году её вывезли; затем икона была выкуплена в Ярославле.
В тот же год, за избавление от нашествия поляков и снятие 24-дневной осады, связанные ярославцами с «заступничеством» иконы Божией Матери та стала почитаться жителями Ярославля как покровительница их города.
В 1610 году, в память об этих событиях, на северо-западной части посада началось возведение деревянного храма для Ярославского Казанского образа Божией Матери; также при храме были построены келии 72-м монахиням Рождественского монастыря, который в дни осады сожгли поляки.

### XVIII—XX века

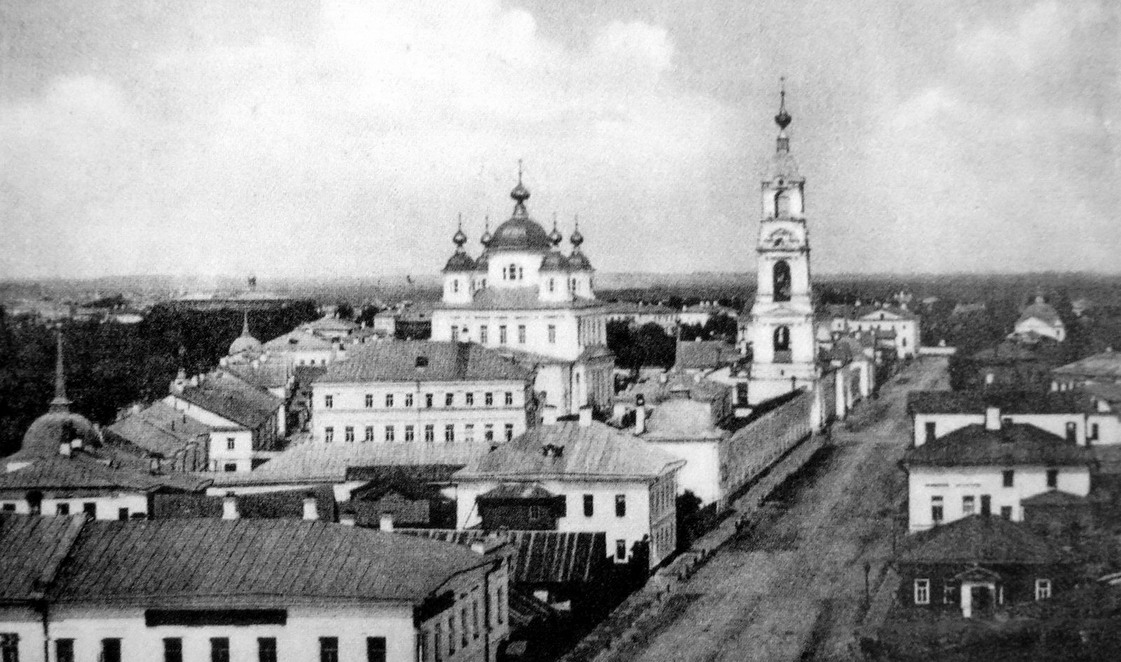
Монастырь в начале XX века

В конце XVIII — начале XIX века монастырь становится общежительным.
В 1835 году, в ансамбле с новыми строениями, на месте прежнего деревянного храма был возведён Казанский собор.
К своему 300-летию монастырь населяло около 400 монахинь; также монастырь был известен своим пением, золотошвейным и иконописным мастерствами.
20—21 июля 1910 года юбилейное богослужение в монастыре проводил Тихон, архиепископ Ярославский и Ростовский (будущий патриарх Тихон).

### Советское время

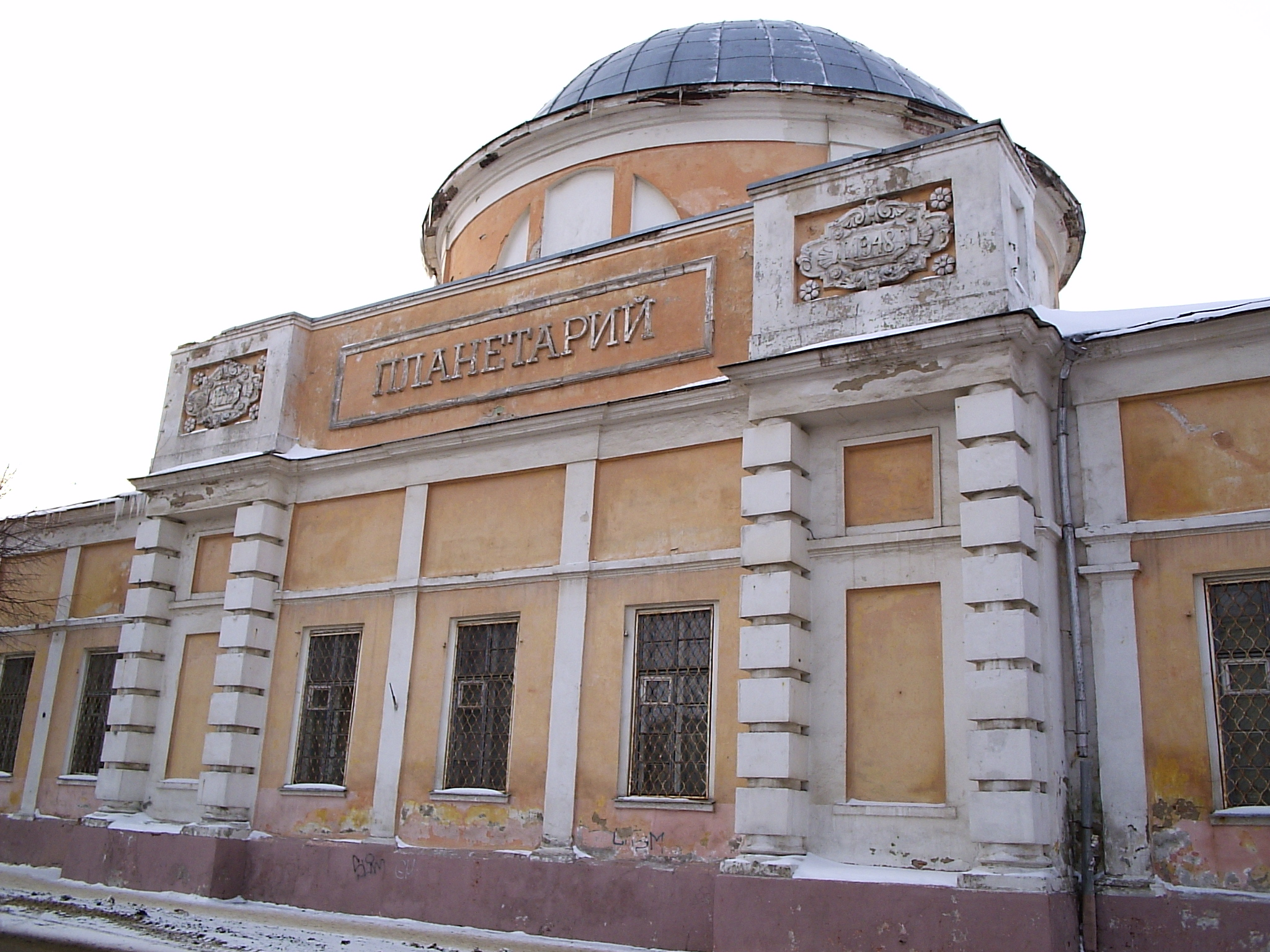
Покровский храм, перестроенный в планетарий

Во время артиллерийского обстрела Ярославля Красной армией в июле 1918 года монастырь сильно пострадал. Были разрушены колокольня, северо-западная башня, два келейных корпуса. В декабре 1918 года большевики закрыли монастырь и устроили в нём один из городских концентрационных лагерей. Лишь один Покровский храм продолжал действовать как приходской. В нём сохранялись главные святыни монастыря — Ярославская Казанская икона Божией Матери, икона Спаса Нерутворного и Троеручица. В конце 1921 года советскими властями был закрыт и Покровский храм, община была вынуждена переместиться в Крестовоздвиженский храм, куда были перемещены и святыни. Игумения Феодотия с сёстрами переехали в Толгский монастырь и жили там до его закрытия в 1928 году.
В октябре 1925 года из Крестовоздвиженской церкви была похищена чудотворная Ярославская Казанская икона Божией Матери. Участь иконы не известна до настоящего времени.
Казанский монастырь, как и большинство других монастырей России, в годы советской власти был полностью разграблен и частично разрушен, долгое время находился в запустении. Советские власти сначала превратили его в концлагерь, потом использовали под склады. Казанский собор был перестроен под архив. Около половины территории монастыря застроено жилыми домами.

### Современное состояние

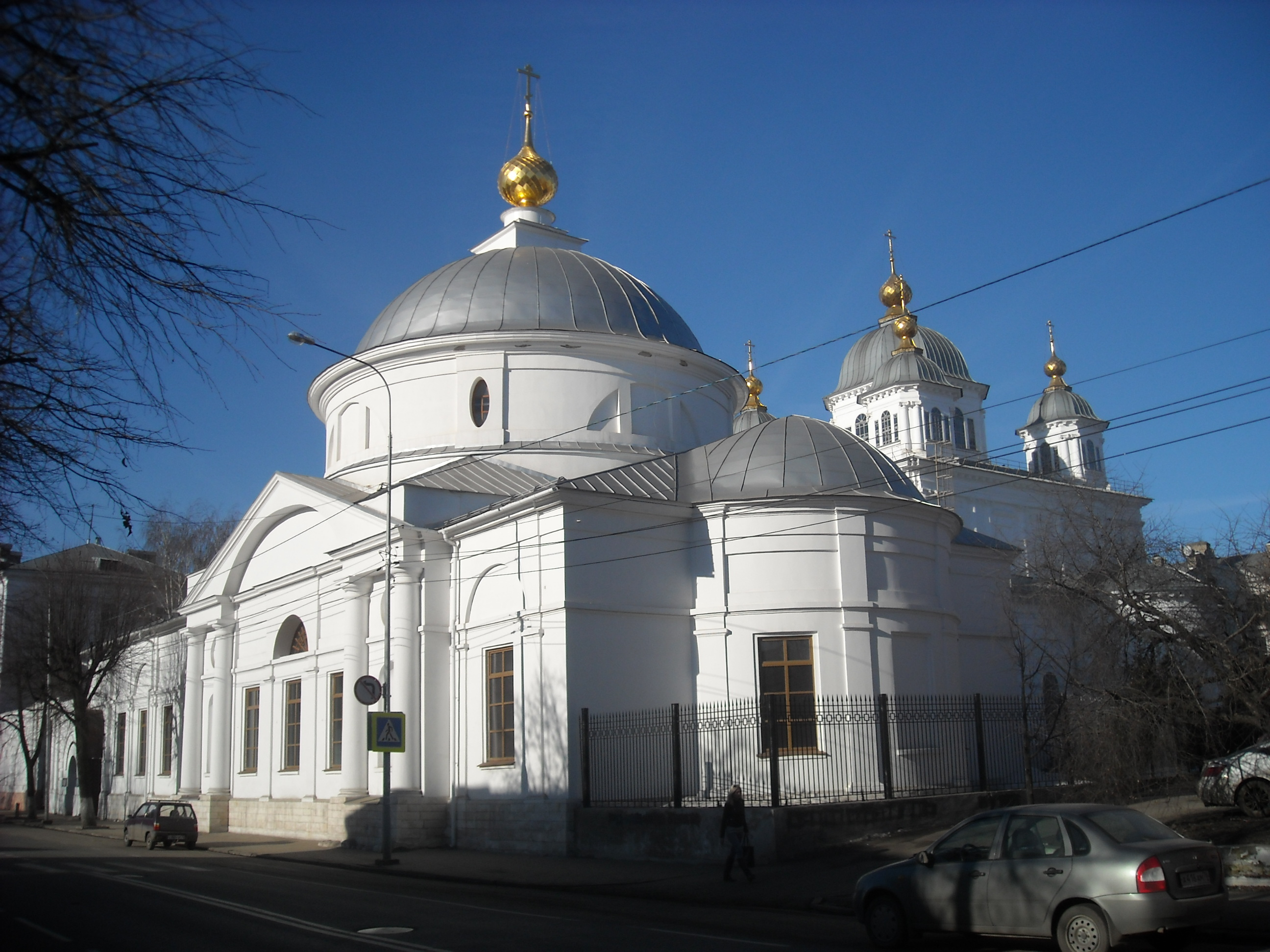
Покровский храм после восстановления

Возрождение монастыря началось в 1990-х годах. В 1997 году возобновились богослужения.
В 1998 году, спустя 80 лет запустения, решением Священного Собора Казанский женский монастырь был вновь открыт.
Монастырю сразу передали список с Ярославской Казанской иконы Божией Матери; он был выполнен монахинями монастыря ещё до его упразднения и закрытия.
В 2001 году в Казанском соборе начинаются богослужения.
В настоящее время при монастыре существует православная гимназия и регентская школа: там происходит обучение будущих регентов, уставщиц и псаломщиц для храмов Ярославской и других епархий.
В 2002 году возродили старинный крестный ход с Казанской иконой Богородицы до города Романов-Борисоглебска (ныне Тутаева).
С 2000 года в монастыре находятся мощи святителя Агафангела (Преображенского), Митрополита Ярославского и Ростовского, причисленного к лику святых новомучеников и исповедников Российских.
Участь иконы Божией Матери до сих пор так и осталась неизвестной.

## Храмы монастыря
Собор Казанской иконы Божией Матери

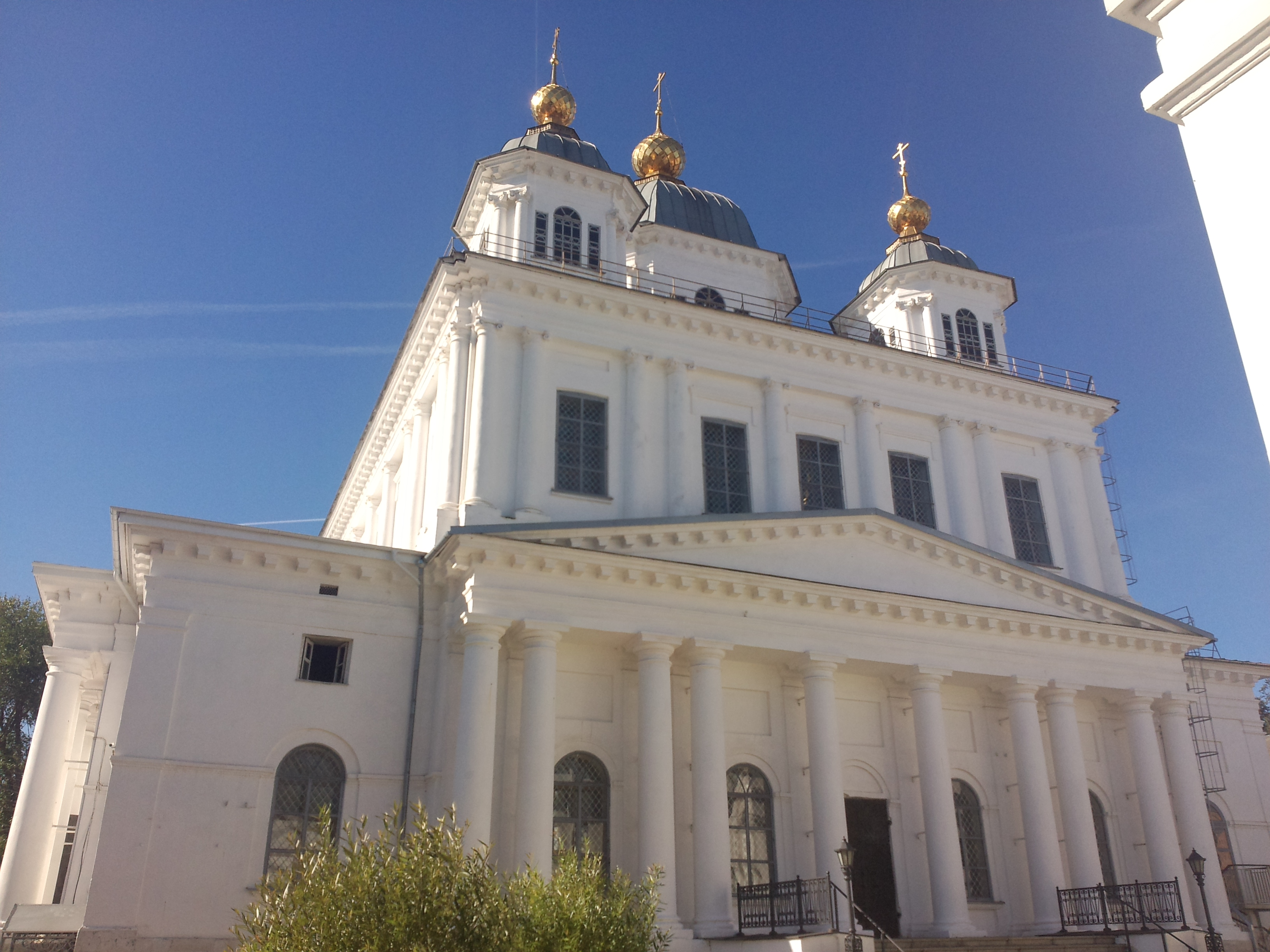
Казанский собор

В 1609—1610 годах была построена первая деревянная Казанская церковь. В 1649 году на её месте возведена каменная трёх-престольная церковь с шатровой колокольней. Современное здание Казанского собора в стиле позднего классицизма строилось с 1835 по 1838 годы по проекту архитектора Авраама Ивановича Мельникова. В 1840-е годы были установлены главки с крестами и начаты работы по росписи собора артелью под руководством Тимофея Медведева. Собор был освящён Архиепископом Ярославским и Ростовским Евгением 4 ноября 1845 года.
В 1918 году собор был закрыт большевиками, разграблен, помещения использовались для концентрационного лагеря, позднее как складские и для размещения областного архива.
Восстановление Казанского собора началось в 90-е годы XX века с установления позолоченных главок и крестов. А после передачи его в безвозмездное пользование Ярославской епархии начались ремонтные и реставрационные работы. Торжественное открытие и первое архиерейское богослужение в соборе состоялось 21 июля 2001 года. В течение 2000-х проводились ремонтные работы по восстановлению собора.
Церковь Покрова Пресвятой Богородицы
Надвратная Предтеченская церковь Казанского монастыря была построена в 1766 году. В 1820-21 годах на её месте возведена трапезная однокупольная церковь в стиле классицизма. В 1827—1828 годах расписана артелью под руководством Тимофея Медведева. 21 июля 1828 года освящена Архиепископом Ярославским и Ростовским Авраамием в честь Покрова Пресвятой Богородицы. В 1828 году над Святыми воротами, примыкавшими к церкви, была возведена 60-ти метровая четырёхъярусная колокольня.
В 1918 году колокольня была разрушена в результате артобстрела города Красной Армией. В сентябре 1921 года большевики закрыли и разграбили храм; иконостас, киоты, три престола и три жертвенника сожгли.
В 1948 году храм был переделан в планетарий. После строительства в городе нового планетария, в мае 2011 года здание было возвращено монастырю. 13 октября 2012 года в восстановленной Покровской церкви прошло первое богослужение.
Церковь Сретения Господня
Домовая Сретенская церковь при игуменском корпусе была построена в 1878—1881 годах и освящена епископом Ярославским и Ростовским Ионафаном.
После закрытия монастыря в 1918 году советские власти расположили в церкви кинотеатр. Позже переделали в магазин мебели.
Восстановление церкви началось в 1998 году и уже в ноябре в ней состоялось первое архиерейское богослужение. В июле 2006 года здание церкви вместе с помещениями бывшего игуменского корпуса, отведено для нужд православной губернской гимназии имени святителя Игнатия Брянчанинова.

## Галерея

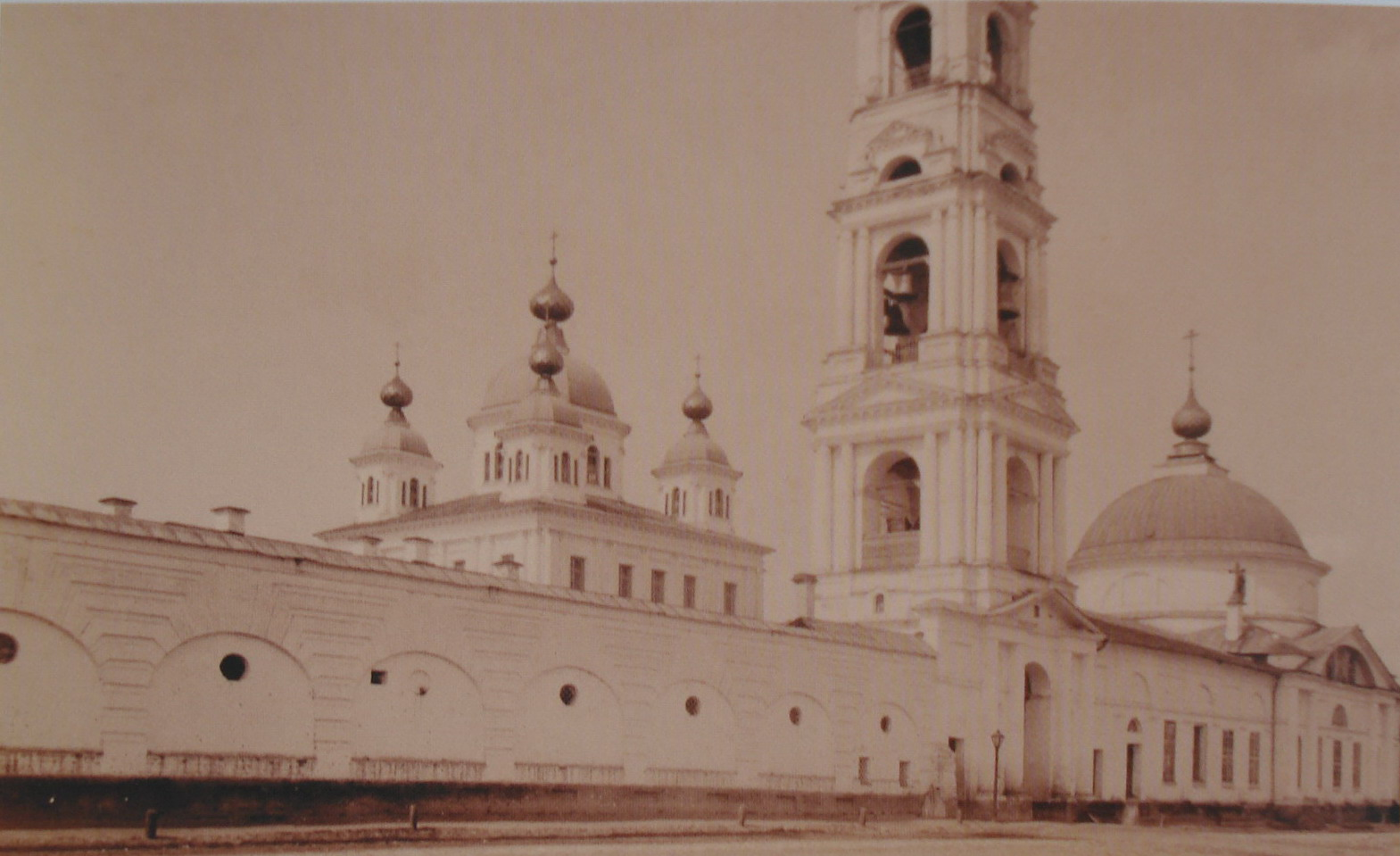
Монастырь в конце XIX века
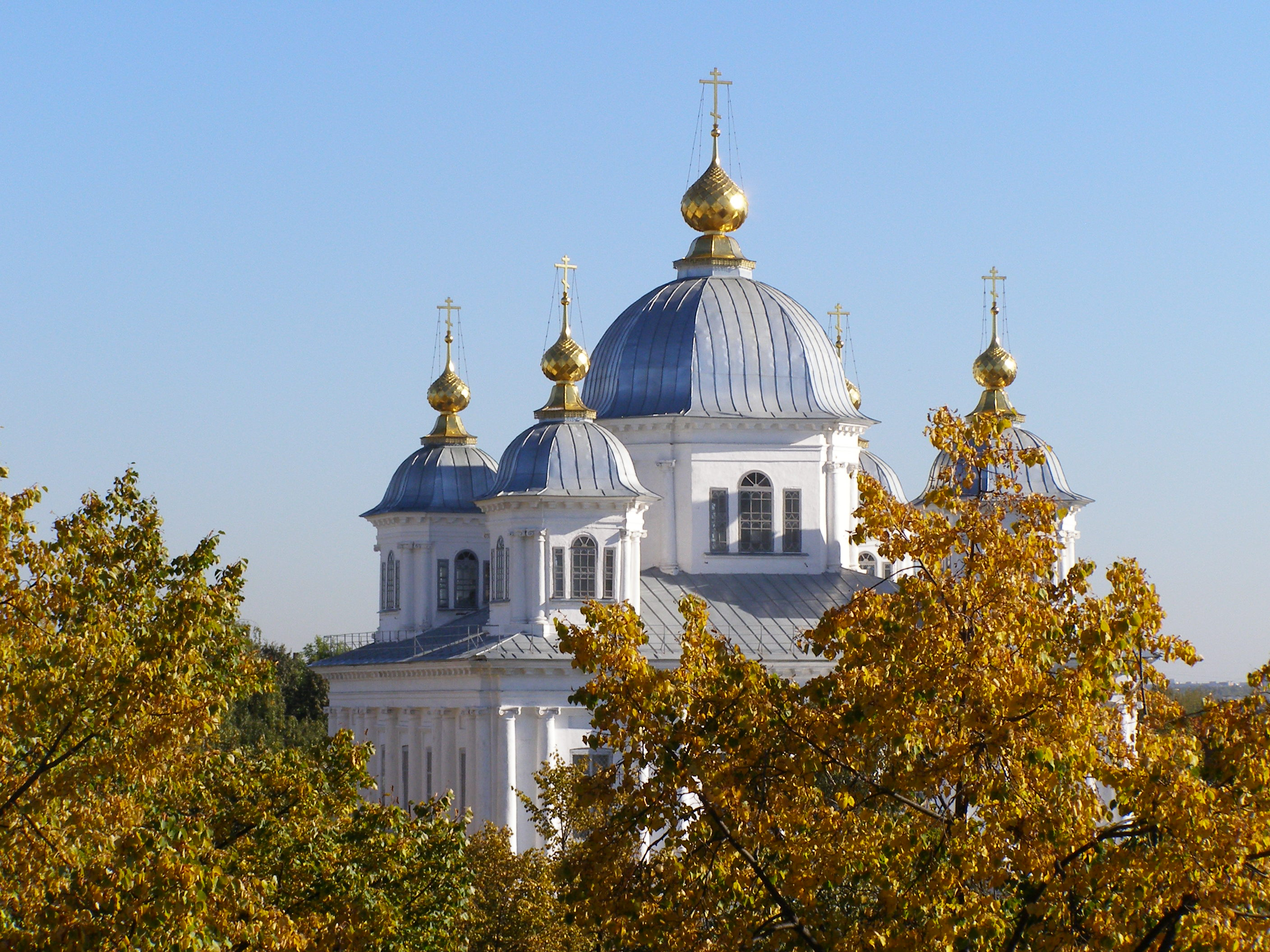
Купола собора
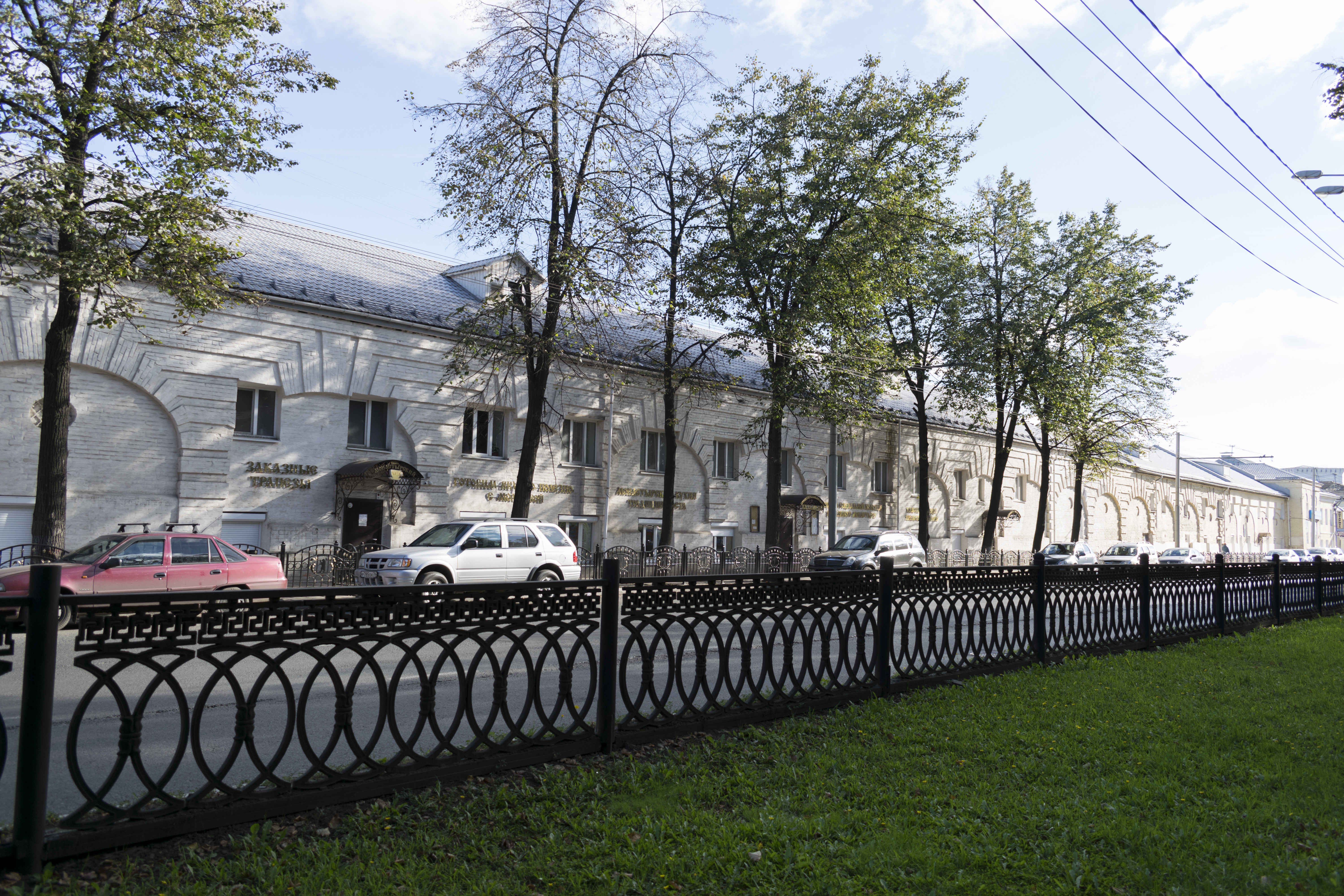
Кельи. Вид с улицы
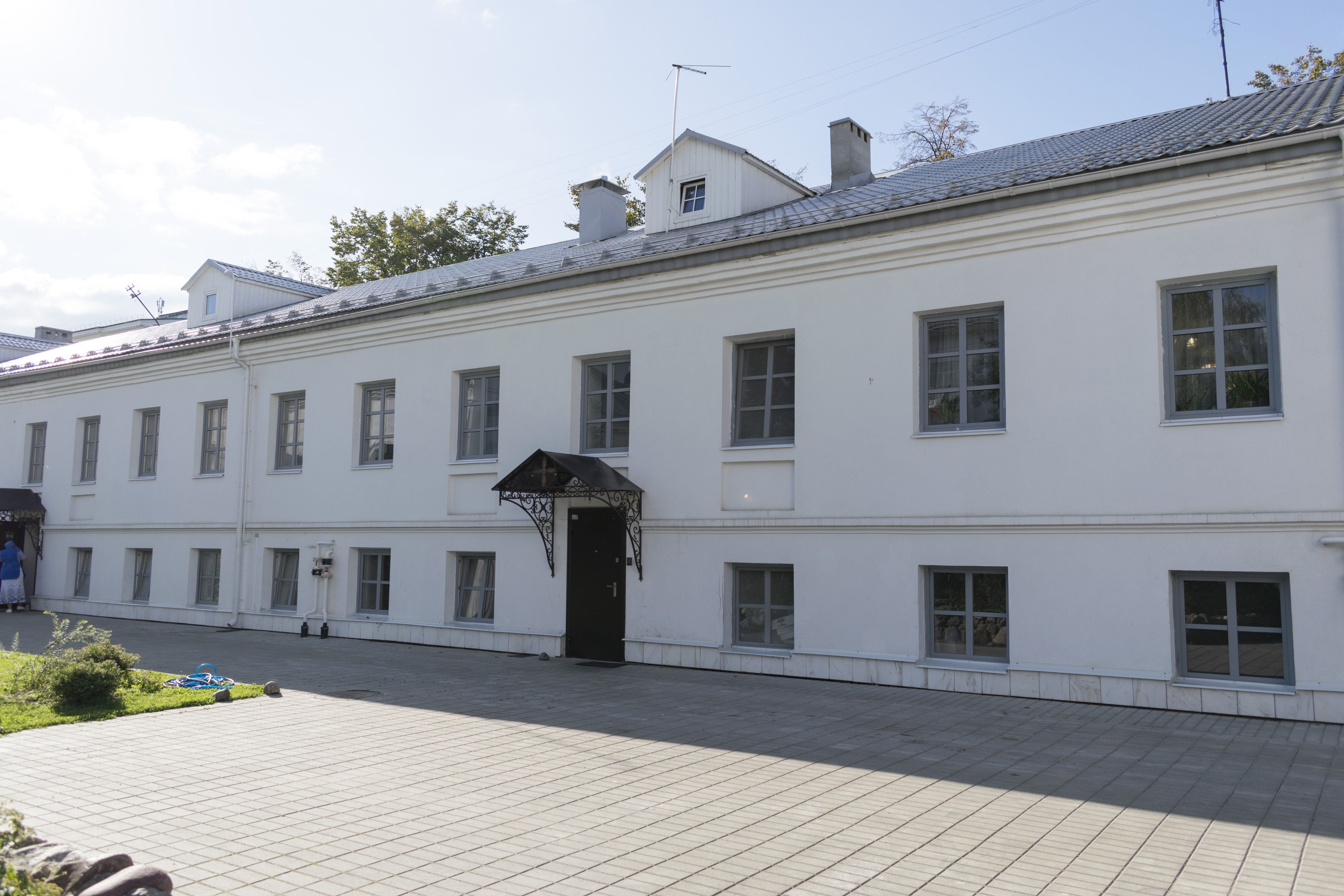
Кельи. Вид со двора
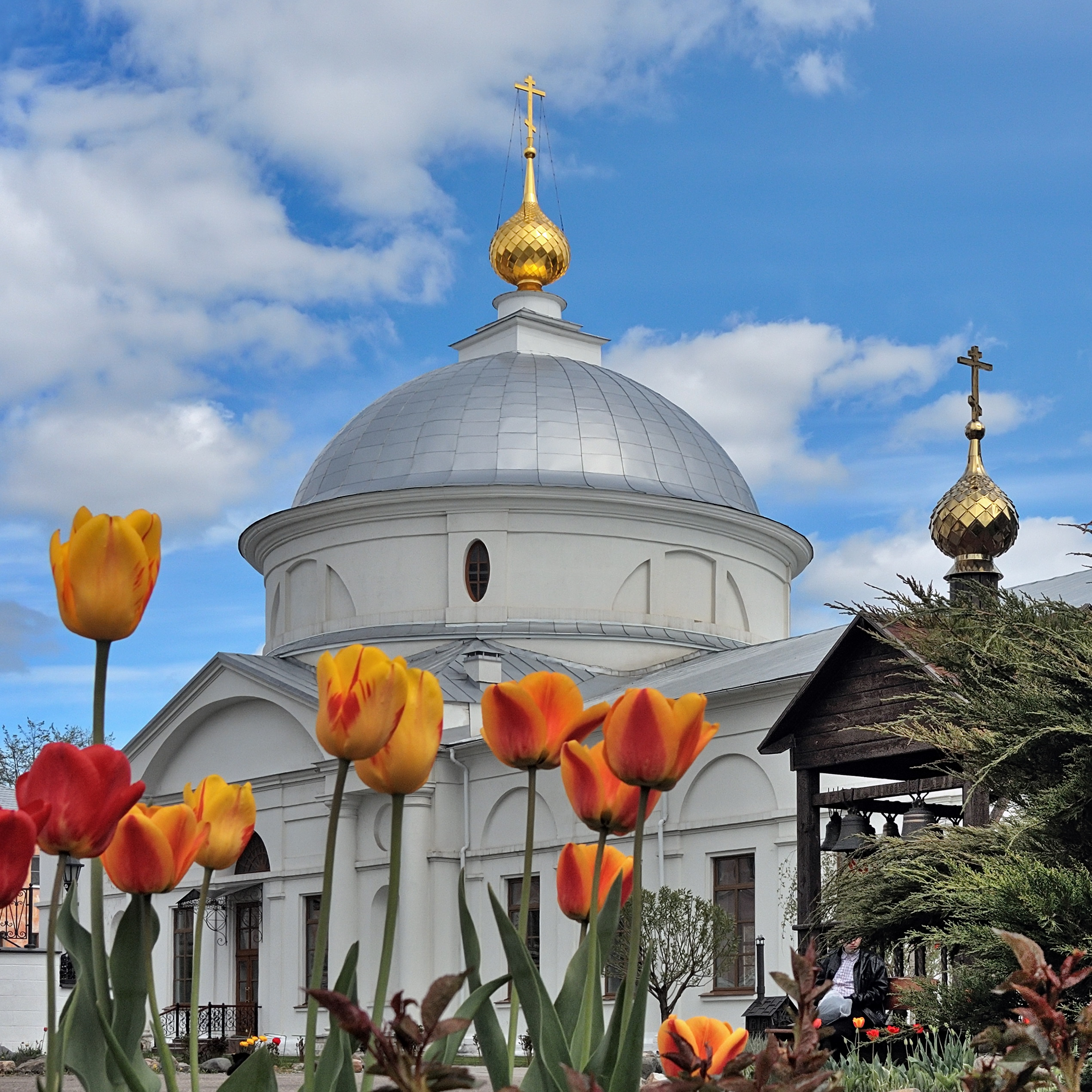
Покровский храм и звонница